# Mörk spegelbock
Mörk spegelbock (Phymatodes pusillus) är en skalbaggsart som först beskrevs av Fabricius 1787.  Mörk spegelbock ingår i släktet Phymatodes, och familjen långhorningar. Enligt den svenska rödlistan är arten sårbar i Sverige. Arten förekommer i Götaland. Artens livsmiljö är skogslandskap, jordbrukslandskap.